# Yahya Al-Sarraj
Yahya Al-Sarraj (arab. يحيى السراج, ur. w 1962) – palestyński nauczyciel akademicki i samorządowiec, od 2019 roku burmistrz Gazy.

## Życiorys
Ukończył szkołę podstawową i liceum im. Imama Asz-Szafi’iego w Gazie. Uzyskał licencjat na An-Najah National University w Nablus. Ukończył także studia magisterskie na University of Leeds, a w 1995 doktoranckie na University of Bradford. Uzyskał także habilitację w inżynierii drogowej i transportowej.
Od 1987 do 1992 roku pracował jako asystent na Wydziale Inżynierii Lądowej na University of Bradford. W 1996 roku został adiunktem oraz p.o. kierownika Wydziału Inżynierii Lądowej na Islamskim Uniwersytecie w Gazie. Od 1998 do 2002 roku był prorektorem ds. administracji i finansów na tejże uczelni. Od 2003 do 2011 roku był rektorem University College of Applied Sciences w Gazie.

### Kariera samorządowa
27 lipca 2019 roku z rekomendacji Hamasu został wybrany burmistrzem Gazy. W głosowaniu wzięli udział członkowie rady miejskiej, przedstawiciele komitetów sąsiedzkich, związkowcy, reprezentanci sektora prywatnego oraz administracji publicznej – łącznie głosowało 31 osób. Na tej funkcji zastąpił Nizara Hijaziego.

## Kontrowersje
Sposób wyboru Al-Sarraja na burmistrza wzbudził kontrowersje wśród polityków Al-Fatah. Walid Al-Awad, członek Biura Politycznego tejże partii wskazywał na to, że przebieg wyborów odbiegał od przyjętych demokratycznych mechanizmów, tj. partia Hamas sama spośród siebie wybrała burmistrza, nie przeprowadzając powszechnych wyborów.